# Роберт Альтман
Ро́берт А́льтман (англ. Robert Bernard Altman; 20 лютого 1925 — 20 листопада 2006) — американський кінорежисер, сценарист, єдиний в США володар головних нагород фестивалів великої трійки — «Золотої пальмової гілки», «Золотого лева» і «Золотого ведмедя». Разом з Мартіном Скорсезе, Френсісом Фордом Копполою і Вуді Алленом — один з видатних режисерів Нового Голлівуду.

## Біографія і творчість
Уродженець Канзас-Сіті в Міссурі, Альтман навчався в єзуїтських школах. У 18 років призваний до регулярної армії як пілот. За час служби в Індонезії зробив півсотні бойових вильотів на бомбардувальнику. Після демобілізації вчився на інженера в університеті Міссурі. Запатентував апарат для татуювання собак з метою їх ідентифікації.
У вільний час Альтман написав нуаровий сценарій «Охоронець», за яким режисер Річард Флейшер у 1948 році знав фільм. Натхненний цим успіхом, Альтман перебрався до Нью-Йорку, де деякий час намагався заробляти на життя письменством. У 1950-ті роки повернувся до рідного Канзас-Сіті, де в подальші роки зняв 65 короткометражних документальних стрічок, в основному за замовленнями корпорації Calvin.
У 1955 р. Альтман досяг домовленості з місцевими банкірами про фінансування художнього фільму «Правопорушники» за власним сценарієм. Фільм не мав успіху. Його наступний художній фільм вийшов лише у 1969 році, коли наставала ера Нового Голлівуду. До цього часу Альтман став затребуваним телережисером, зняв декілька серій антології «Альфред Хічкок представляє».

## Фільмографія

### Художні фільми
- 1957 — Правопорушники / The Delinquents
- 1965 — Суп з мідій / Pot au feu (к/м)
- 1968 — Зворотний відлік / Countdown
- 1969 — Той холодний день у парку / That Cold Day in the Park
- 1970 — Військово-польовий госпіталь / MASH
- 1970 — Брюстер Маклауд / Brewster McCloud
- 1971 — Маккейб і місіс Міллер (інший варіант перекладу — Бордель) / McCabe & Mrs. Miller
- 1972 — Образи / Images
- 1973 — Довге прощання / The Long Goodbye
- 1974 — Злодії як ми / Thieves Like Us
- 1974 — Каліфорнійський покер / California Split
- 1975 — Нешвілл / Nashville
- 1976 — Баффало Білл і індіанці / Buffalo Bill and the Indians, or Sitting Bull's History Lesson
- 1977 — Три жінки / 3 Women
- 1978 — Весілля / A Wedding
- 1979 — Квінтет / Quintet
- 1979 — Ідеальна пара / A Perfect Couple
- 1980 — Здоров'я / Health
- 1980 — Попай / Popeye
- 1982 — Приходь о п'ятій на зустріч, Джиммі Дін, Джиммі Дін / Come Back to the Five and Dime, Jimmy Dean, Jimmy Dean
- 1983 — Невдахи / Streamers
- 1984 — Таємна честь / Secret Honor
- 1984 — О.С. і Стіггс / O.C. & Stiggs
- 1985 — Чому дурні закохуються / Fool for Love
- 1987 — Це — доля! (Без терапії) / Beyond Therapy
- 1987 — Арія (епізод «Бореади») / Aria, segment: Les Boréades
- 1990 — Вінсент і Тео / Vincent & Theo
- 1992 — Гравець / The Player
- 1993 — Короткі історії / Short Cuts
- 1994 — Висока мода / Prêt-à-Porter
- 1996 — Канзас-Сіті / Kansas City
- 1998 — Лісовик / The Gingerbread Man
- 1999 — Колесо фортуни / Cookie's Fortune
- 2000 — Доктор «Т» та його жінки / Dr. T & the Women
- 2001 — Госфорд-парк / Gosford Park
- 2003 — Трупа / The Company
- 2006 — Компаньйони / A Prairie Home Companion

### Телевізійні фільми
- 1988 — Трибунал над бунтівником з «Кейна» / The Caine Mutiny Court-Martial

### Документальні фільми
- 1957 — Історія Джеймса Діна / The James Dean Story
- 1965 — Історія Кетрін Рід / The Katherine Reed Stor (к/м)
- 2018 — Робін Вільямс: Зазирни в мою душу / Robin Williams: Come Inside My Mind